# The First Time (película de 2012)
The First Time es una película independiente estadounidense de comedia, drama y romance. Está protagonizada por Dylan O'Brien, Britt Robertson, Craig Roberts y Victoria Justice, entre otros. Fue estrenada el día 21 de enero de 2012 en el Festival de Cine de Sundance.

## Sinopsis
Dave Hodgman (Dylan O'Brien) es un estudiante de último año de preparatoria, que asiste con un par de amigos a una fiesta en la cual se encuentra Jane Harmon (Victoria Justice), su mejor amiga, de la cual está enamorado. Dave se retira momentáneamente de la fiesta y comienza a hablar solo, pronunciando las palabras que le diría a Jane para explicarle lo que siente por ella, pero es descubierto por Aubrey Miller (Britt Robertson), una chica sencilla y charlatana, que se encuentra en la fiesta sólo para acompañar a sus amigas. Ambos deciden sentarse en el suelo y comienzan a conversar, hasta que, de un momento a otro, empiezan a bailar un tema lento. Mientras realizaban esto, un chico comienza a gritar que han llamado a la policía, y todos los jóvenes que estaban ahí salen corriendo a toda velocidad para no ser atrapados por la policía. Cuando comienzan a correr, Dave ve a Jane en el auto del chico más popular del colegio, lo que hace que se desmorone por dentro. Dave y Aubrey logran fugarse del lugar y comienzan a caminar juntos y seguir conversando. Dave acompaña a Aubrey a su casa y, al llegar, él le pide su número de teléfono y, mientras se lo da, esta lo invita a ingresar a su hogar, a lo que Dave acepta. Ingresan silenciosamente a la habitación de Aubrey, para no despertar a sus padres que están durmiendo. Allí, toman una copa de vino y escuchan música. Ambos pierden la noción del tiempo y se duermen sobre la alfombra. A la mañana siguiente, la madre de Aubrey toca la puerta de la habitación de su hija, a lo que Dave se levanta asustado y tira accidentalmente la copa de vino en la alfombra blanca. Aubrey le pide que se escape por la ventana saltando. Luego de esa mañana pierden contacto, pero vuelven a reencontrarse y comienzan a salir juntos; entran en conflictos debido al novio de Aubrey, Ronny, por el enamoramiento de Dave hacia Jane y el dilema de la primera vez ya que los dos son vírgenes y aún no están listos para esa experiencia.

## Reparto
- Dylan O'Brien como Dave Hodgman.
- Britt Robertson como Aubrey Miller.
- James Frecheville como Ronny.
- Victoria Justice como Jane Harmon.
- Craig Roberts como Simon Daldry.
- LaMarcus Tinker como Big Corporation.
- Joshua Malina como Papá de Aubrey.
- Christine Taylor como Mamá de Aubrey.
- Maggie Elizabeth Jones como Stella Hodgman.
- Halston Sage como Brianna.
- Adam Sevani como Chico de Wurtzheimer.
- Molly C. Quinn como Erica Nº 1.
- Christine Quynh Nguyen como Erica Nº 2.
- Matthew Fahey como Brendan Meltzer.